# Даві Зельке
Даві Зельке (нім. Davie Selke, нар. 20 січня 1995, Шорндорф) — німецький футболіст, нападник клубу «Гамбург».

## Клубна кар'єра
Народився 20 січня 1995 року в місті Шорндорф, його батько Тедді з Ефіопії, а мати Андреа з Чехії. Навчався у низці молодіжних команд німецьких клубів, поки 2013 року «Вердер» не придбав Зельке з юнацької команди клубу «Гоффенгайм 1899» за 50 тисяч євро.

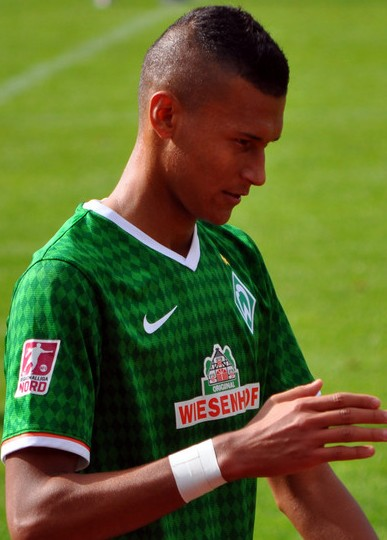
Даві Зельке під час виступів за другу команду «Вердера». 2013 рік.

З сезону 2013/14 почав виступати у другій команді бременців, яку тоді тренував Віктор Скрипник. Після вдало проведеного юнацького Євро-2014 тренер головної команди Робін Дутт забрав гравця до основної команди. При Дутті Зельке став гравцем основи, але молодий німець забив лише два голи — один в кубку і один в чемпіонаті. Після тривалої серії поразок Робін Дутт був звільнений з поста головного тренера бременської команди. Змінив його саме Віктор Скрипник, який залишив Деві в основі, але гра «Вердера» стала більш атакуючою. У решти шести матчах першого кола Бундесліги Зельке забив два голи і віддав дві гольові передачі. Але найвищою точкою гри Зельке став матч з «Борусією» з Дортмунда, коли Деві забив перший гол в матчі і став асистентом у другому взятті воріт. При цьому, його гол був визнаний кращим в 17-му турі Бундесліги. Всього у сезоні 2014/15 Зельке зіграв у 30 матчах і забив 9 голів у Бундеслізі.
1 квітня 2015 року було оголошено, що по закінченні сезону Зельке перейде в «РБ Лейпциг», підписавши контракт до 2020 року. Лейпцизький клуб заплатив за молодого нападника 8 млн. євро, що стало найдорожчим трансфером в історії Другої Бундесліги. В першому ж сезоні Зельке забив 10 голів у 30 матчах чемпіонату і допоміг команді зайняти перше місце та вперше вийти до першої Бундесліги.

## Виступи за збірні
2011 року дебютував у складі юнацької збірної Німеччини, разом з якою став переможцем, найкращим бомбардиром і найгравцем юнацького чемпіонату Європи 2014 року. взяв участь у 28 іграх на юнацькому рівні, відзначившись 19 забитими голами.
З 2014 року залучався до складу молодіжної збірної Німеччини. На молодіжному рівні зіграв у 15 офіційних матчах, забив 9 голів.
2016 року захищав кольори олімпійської збірної Німеччини на Олімпійських іграх 2016 року у Ріо-де-Жанейро.

## Титули і досягнення

### Командні
- Чемпіон Європи (U-19): 2014
- Срібний призер Олімпійських ігор (1): 2016
- Чемпіон Європи (U-21): 2017

### Індивідуальні
- Найкращий гравець юнацького чемпіонату Європи: 2014
- Найкращий бомбардир юнацького чемпіонату Європи: 2014 (6 голів)
- Найкращий бомбардир Другої Бундесліги (1): 2024–25